# U-21
El SM U-21 fue un submarino construido para la Armada Imperial Alemana poco antes de la Primera Guerra Mundial. El tercero de los cuatro submarinos de clase Tipo U-19, fueron los primeros submarinos en servicio alemán en estar equipados con motores diésel. El U-21 fue construido entre 1911 y octubre de 1913 en el Kaiserliche Werft (Astillero Imperial) en Danzig. Estaba armado con cuatro tubos lanzatorpedos y un cañón de una sola cubierta. Se añadió un segundo cañón durante su carrera.
En septiembre de 1914, el U-21 se convirtió en el primer submarino en hundir un barco con un torpedo autopropulsado cuando destruyó el crucero HMS Pathfinder frente al fiordo de Forth. También hundió varios mercantes en el Canal de la Mancha y el Mar de Irlanda a finales de año, todo de acuerdo con las normas sobre cruceros vigentes en ese momento. A principios de 1915, el U-21 fue trasladado al mar Mediterráneo para apoyar al Imperio Otomano contra los ataques anglo-franceses durante la Campaña de Galípoli. Poco después de su llegada, hundió los acorazados británicos Triumph y Majestic mientras bombardeaban posiciones otomanas en Gallipoli. En 1916 siguieron otros éxitos en el Mediterráneo, incluido el hundimiento del crucero blindado francés Amiral Charner en febrero.
A lo largo de 1916, el U-21 sirvió en la Armada austrohúngara como U-36, ya que Alemania aún no estaba en guerra contra Italia y, por lo tanto, no podía atacar legalmente a los buques de guerra italianos bajo bandera alemana. Regresó a Alemania en marzo de 1917 para unirse a la guerra comercial sin restricciones contra el comercio marítimo británico. En 1918, fue retirado del servicio de primera línea y fue empleado como submarino de entrenamiento para nuevas tripulaciones. Sobrevivió a la guerra y se hundió mientras era remolcado por un buque de guerra británico en 1919.

## Hundimiento
Sobrevivió a la Primera Guerra Mundial, pero el 22 de febrero de 1919 se hundió accidentalmente en el Mar del Norte mientras era remolcado a Reino Unido, donde iba a ser entregado formalmente como botín de guerra.